# Tampermonkey
Tampermonkey é um donationware gerenciador de userscript disponível como uma extensão de navegador. Esse software permite ao usuário adicionar e usar userscripts, que são programas em JavaScript usados para modificar páginas da web.

## História
Tampermonkey foi criado pela primeira vez em maio de 2010 por Jan Biniok. Inicialmente, surgiu como um userscript Greasemonkey envolto para suportar o Google Chrome. Eventualmente, o código foi reutilizado e publicado como uma extensão independente para o Chrome, que tinha mais recursos do que o suporte nativo de scripts do Chrome. Em 2011, Tampermonkey foi portado para o Android, permitindo que os usuários usassem userscripts no navegador interno do Android. Em 2019, Tampermonkey tinha mais de 10 milhões de usuários. Tampermonkey é uma das 33 extensões na Chrome Web Store com pelo menos 10 milhões de usuários.

### Manifesto do Chrome V3
Em janeiro de 2019, Biniok escreveu em uma postagem do Google Groups que o novo manifesto do Chrome V3 quebraria a extensão. O novo manifesto proibiria código acessado remotamente, no qual Tampermonkey depende. Os userscripts usam código criado por desenvolvedores que não são da Google, mas sim por desenvolvedores de terceiros em locais como Userscripts.org e Greasyfork. Esse código é inserido após a instalação da extensão, no entanto, o manifesto exige que o código esteja presente na instalação.

## Controvérsia
Em 6 de janeiro de 2019, o Opera proibiu a extensão Tampermonkey de ser instalada através da Chrome Web Store, alegando que ela tinha sido identificada como maliciosa. Posteriormente, o Bleeping Computer conseguiu determinar que um pedaço de adware chamado Gom Player instalava a versão da Chrome Web Store do Tampermonkey e provavelmente utilizava a extensão para facilitar a injeção de anúncios ou outro comportamento malicioso. O site afirmou: "Isso não significa que o Tampermonkey é malicioso, mas sim que um programa malicioso está utilizando um programa legítimo para comportamento ruim", e chamou a decisão do Opera de banir a extensão por esse motivo de "decisão estranha".